# Friuli Grave Cabernet sauvignon
Il Friuli Grave Cabernet Sauvignon è un vino DOC la cui produzione è consentita nelle province di Pordenone e Udine.

## Caratteristiche organolettiche
- colore: rosso rubino tendente al granato se invecchiato.
- odore: gradevole, caratteristico.
- sapore: armonico, asciutto.

## Produzione
Provincia, stagione, volume in ettolitri
- Pordenone  (1990/91)  2054,92
- Pordenone  (1991/92)  4340,03
- Pordenone  (1992/93)  7137,69
- Pordenone  (1993/94)  11884,74
- Pordenone  (1994/95)  16254,31
- Pordenone  (1995/96)  18012,8
- Pordenone  (1996/97)  23867,66
- Udine  (1990/91)  1286,1
- Udine  (1991/92)  1617,59
- Udine  (1992/93)  2270,52
- Udine  (1993/94)  2861,99
- Udine  (1994/95)  4390,76
- Udine  (1995/96)  4308,88
- Udine  (1996/97)  4665,59